# Лугинська районна рада
Луги́нська райо́нна ра́да — орган місцевого самоврядування Лугинського району Житомирської області. Розміщується в селищі міського типу Лугини, котре є адміністративним центром Лугинського району.

## Склад ради
Загальний склад ради: 26 депутатів.
Виборчий бар'єр на чергових місцевих виборах 2015 року подолали місцеві організації десяти політичних партій — всі, що висунули кандидатів. Найбільше депутатських місць отримала «Європейська солідарність» — 6; далі розташувались Всеукраїнське об'єднання «Батьківщина» — 4 депутатів, Всеукраїнське об'єднання «Свобода» та «Наш край» — по 3, УКРОП, «Народний контроль», Партія зелених України та Радикальна партія Олега Ляшка по 2 мандати, «Опозиційний блок» та «Нова держава» — по 1 депутатському місцю.
За інформацією офіційної сторінки ради, станом на травень 2020 року діють три депутатських постійних комісії: 
- з питань соціально економічного розвитку, бюджету та комунальної власності;
- з питань сільського господарства, земельних відносин, використання природних ресурсів та екології;
- з гуманітарних питань, регламенту, депутатської етики, місцевого самоврядування.

### Голова
На першій сесії Лугинської районної ради VII скликання, в листопаді 2015 року, головою районної ради обрано депутата від «Батьківщини» Петра Івановича Мельника.
18 грудня 2016 року голову ради Петра Мельника було обрано Лугинським селищним головою, в результаті чого ним було складено повноваження голови Лугинської районної ради.
27 січня 2017 року депутати районної ради обрали новим головою представника партії «Наш край» Олександра Васильовича Губарця

## Колишні голови ради
- Русецький В.А. — 1998—2006 роки
- Пащук В.В. — 2006—2010 роки
- Дем'янчук М.П. — 2010 рік
- Денисовець В.Ю. — 2010—2014 роки
- Мельник П.І. — 2014—2016 роки